# Діяння божественного Августа
«Діяння божественного Августа» (лат. Res Gestae Divi Augusti) — багате джерело відомостей про кар'єру Октавіана Августа і римський світ його часів.

## Історія знахідки
Рідкісний випадок археологічного везіння зберіг для нас цю версію життя Августа. У своєму заповіті він зажадав, аби це було висічено на двох бронзових стовпах при вході до величезного сімейного мавзолею як вічний карб усього, що він зробив, і щось на зразок посадової інструкції для його наступників. Оригінальні стовпи через якийсь час було переправлено на середньовічні снаряди, однак сам текст скопійовано на камені в інших частинах імперії, щоб увіковічнити його правління і за межами Рима. Знайдено фрагменти чотирьох таких копій, зокрема повну версію з сучасної Анкари. Завдяки її гарній цілісності та двомовному характеру відомий історик Теодор Моммзен назвав Monumentum Ancyranum «королевою написів».
Ця версія була висічена на стінах храму на честь «Рима і Августа», з написами оригінальною латиною і в грецькому перекладі. Збереглася вона завдяки тому, що храм у VI столітті після Р. Х. був перетворений на християнську церкву, а згодом на частину мечеті. Починаючи з середини XVI століття докладалися зусилля задля розшифрування і копіювання слів імператора. В 1930-х роках увесь напис був відкритий Кемалем Ататюрком, президентом Туреччини, відзначивши таким чином 2000 річницю від народження Августа.

## Здобутки
На більш ніж двох сторінках тексту «Res Gestae» перелічено території, які він приєднав до імперії, іноземних правителів, яких він підпорядкував Римові, а також посольства, що прибували задля визнання влади імператора. Серед них були: Єгипет, став римською власністю, Парфянське царство було змушене повернути римські військові штандарти. Римська армія досягла міста Мерое, а флот увійшов у Північне море, делегації, які прибували з віддалених місць, як от з Індії. І це лише незначна частина діянь.

## Багатство й веселощі
Щедрість Августа до пересічних людей вдома займає майже стільки ж місця у «Res Gestae», що й іноземні завоювання. Він ретельно перелічує свої регулярні розподіли грошей: точні суми, які він видавав у розрахунку на одну особу,  дати й кількість отримувачів. Август також зазначає інші види подарунків і спонсорства. Серед них бої гладіаторів, полювання на диких звірів, яких привезли з Африки й інсценізація морської битви на штучному озері. За підрахунками Августа, римляни могли щороку розраховувати принаймні на одну значну розвагу за рахунок імператора.

## Будівельна діяльність
Остання тема — будівництво. Воно стало масовою програмою відновлення всього, а саме: від доріг та акведуків до храму Юпітера на Капітолійському пагорбі. Август заявляв, що за один рік відновив вісімдесят два храми богів. Він узявся за побудову того, що фактично мало стати новим Римом. У «Res Gestae» згадується про масове перепланування центру міста, коли вперше було використано мармур із Північної Італії і яскраві й коштовні камені, які могла запропонувати і імперія. Це перетворило занедбане через війни і подекуди поруйноване стихійними лихами місто на столицю античного світу. З'явився новий величезний Форум, театр, галереї, публічні зали, пішохідні доріжки, а також понад десять нових храмів, один із яких був на честь Юлія Цезаря. «Res Gestae» містить географічний довідник трансформації міського ландшафту Рима.

## Текст «Res Gestae»
- Латиною текст [Архівовано 2 лютого 2008 у Wayback Machine.]
- Російською текст [Архівовано 31 березня 2022 у Wayback Machine.]